# Tüllmesser
Das Tüllmesser ist ein Jagdmesser, dessen Griffstück so gestaltet ist, dass es an beziehungsweise um die Laufmündung einer Jagdwaffe gesteckt werden kann. So kann die Reichweite des Messers durch die Verlängerung des Gewehrs gesteigert werden. Dies ist unter Umständen bei wehrhaftem Wild von Vorteil. Der Name des Messers rührt daher, dass die Mündung einer Waffe auch Tülle genannt wird.
Das Tüllmesser war vorrangig in Österreich und Tirol in Gebrauch und stellt eine Vorform des Bajonetts dar.